# Chiesa di San Bartolomeo (fuori le mura)
La prima chiesa di San Bartolomeo apostolo era un luogo di culto cattolico extra moenia di Crema, di cui si hanno notizie fino al 1599.

## Storia
Le prime attestazioni di una chiesa dedicata all'apostolo Bartolomeo risalgono al 1274; qualche anno prima, precisamente nell'anno 1257, la chiesa di San Giacomo Maggiore in città fu affidata ai frati eremitani di Sant'Agostino i quali vivevano con scarsi mezzi di sostentamento; per questo il vescovo Filippo di Piacenza (diocesi sotto la quale ricadeva la chiesa) donò loro terreni ed appezzamenti adiacenti una chiesa di San Bartolomeo. Questo oratorio si trovava, riporta lo storico Terni, “a un miglio da Crema […] tra la Porta di Serio e di Rivolta”, quindi verosimilmente in un'area all'incirca a metà delle attuali vie Armando Diaz e via IV Novembre.
Nel febbraio 1449 attorno alla chiesa vi stazionarono le milizie veneziane capeggiate dal condottiero Sigismondo Malatesta, sostenute dai guelfi cremaschi cacciati dai ghibellini padroni della città, iniziando da questo luogo le prime rappresaglie per conquistare Crema. Una sortita degli assediati però portò scompiglio all'esercito che ripiegò più lontano, attestandosi quindi verso Fontanella. La città fu conquistata, comunque, nel successivo mese di agosto sancendo così l'inizio del plurisecolare rapporto con la città lagunare.
La chiesa entra anche nelle vicende legate all'apparizione di Santa Maria della Croce: il 3 aprile 1492 Bartolomeo Contaglio si recò presso l'abitazione di Giovanni Domenico Degli Uberti, dove era ospitata la moglie Caterina; durante il percorso che li portarono fino al bosco del Novelletto dove si svolsero le note vicende, i due fecero tappa presso la chiesa di San Bartolomeo dove, forse, Caterina ebbe modo di pregare.
In questa chiesetta nel 1493 vi fu depositata in via temporanea la reliquia (una parte del braccio) di San Pantaleone, il patrono della città; il cremasco padre Gianrocco, nominato priore dell'Osservanza di Santa Maria della Cella a Sampierdarena ne informò i concittadini della sua terra d'origine; successivamente padre Agostino Cazzulli riuscì a ottenerne una parte della reliquia che fu custodita per un breve periodo presso la chiesa di San Giovanni degli agostiniani di Credera, quindi a San Bartolomeo, infine trasferita in città presso la chiesa di Sant'Agostino.
Questo edificio era ancora esistente durante la visita apostolica Castelli del 1579, i cui atti ci informano che apparteneva ai frati Crocigeri i quali si erano stabiliti in un piccolo convento tra le attuali via Giacomo Matteotti e via Federico Pesadori. L'oratorio campestre viene citato ancora nelle visite Regazzoni (1582) e Diedo (1592 e 1599); non viene più nominato negli atti delle successive visite, a partire da quella del 1602, per cui è da ritenere che in questi primi anni del XVII secolo venne demolito molto probabilmente perché interferiva con le opere di rafforzamento delle difese di Crema.
I frati crocigeri, quindi, costruirono un nuovo oratorio campestre più lontano dalla città in un luogo coltivato ad orti e per questo denominato “San Bartolomeo alle Ortaglie” che, dopo la l'epidemia di peste del 1630, mutò nome in “San Bartolomeo ai Morti”.

## Caratteristiche
Gli atti della visita Castelli del 1579 danno qualche informazione sull'aspetto della chiesa, che appariva con le pareti intonacate ed imbiancate, un tavolato d'assi e coppi quale copertura, un campaniletto senza campana; la chiesetta era anticipata da un atrio murato ai lati ma non protetto da un cancello; possedeva un semplice altare “passabile”, con due candelabri; vi era anche un dipinto dedicato all'apostolo Bartolomeo, altre figure di santi e quadretti votivi.